# Linkläppen
Linkläppen är en klippa i Finland.   Den ligger i kommunen Borgå i den ekonomiska regionen  Borgå  och landskapet Nyland, i den södra delen av landet, 30 km öster om huvudstaden Helsingfors.
Terrängen runt Linkläppen är mycket platt. Havet är nära Linkläppen söderut.  Närmaste större samhälle är Nordsjö, 18,1 km väster om Linkläppen. 